# Taubensteinbahn
Die Taubensteinbahn ist eine 1971 von den Kölnern Pohlig-Heckel-Bleichert Vereinigte Maschinenfabriken AG (PHB) erbaute Kleinkabinenbahn in Spitzingsee in Bayern. Es handelt sich um eine Einseilumlaufbahn mit Vierergondeln.
Sie führt bis kurz unter den Gipfel des Taubensteins (1692 m) und wird seit 2015 nur noch im Sommer betrieben. Die Bahn hat 19 Stützen. Der Antrieb erfolgt in der Bergstation. Sie hat eine Länge von 2485 Metern und überwindet in ihrem Verlauf eine Höhendifferenz von 520 Metern mit 19 Stützen.
Betreiber ist die Alpenbahnen Spitzingsee GmbH.

## Abbildungen

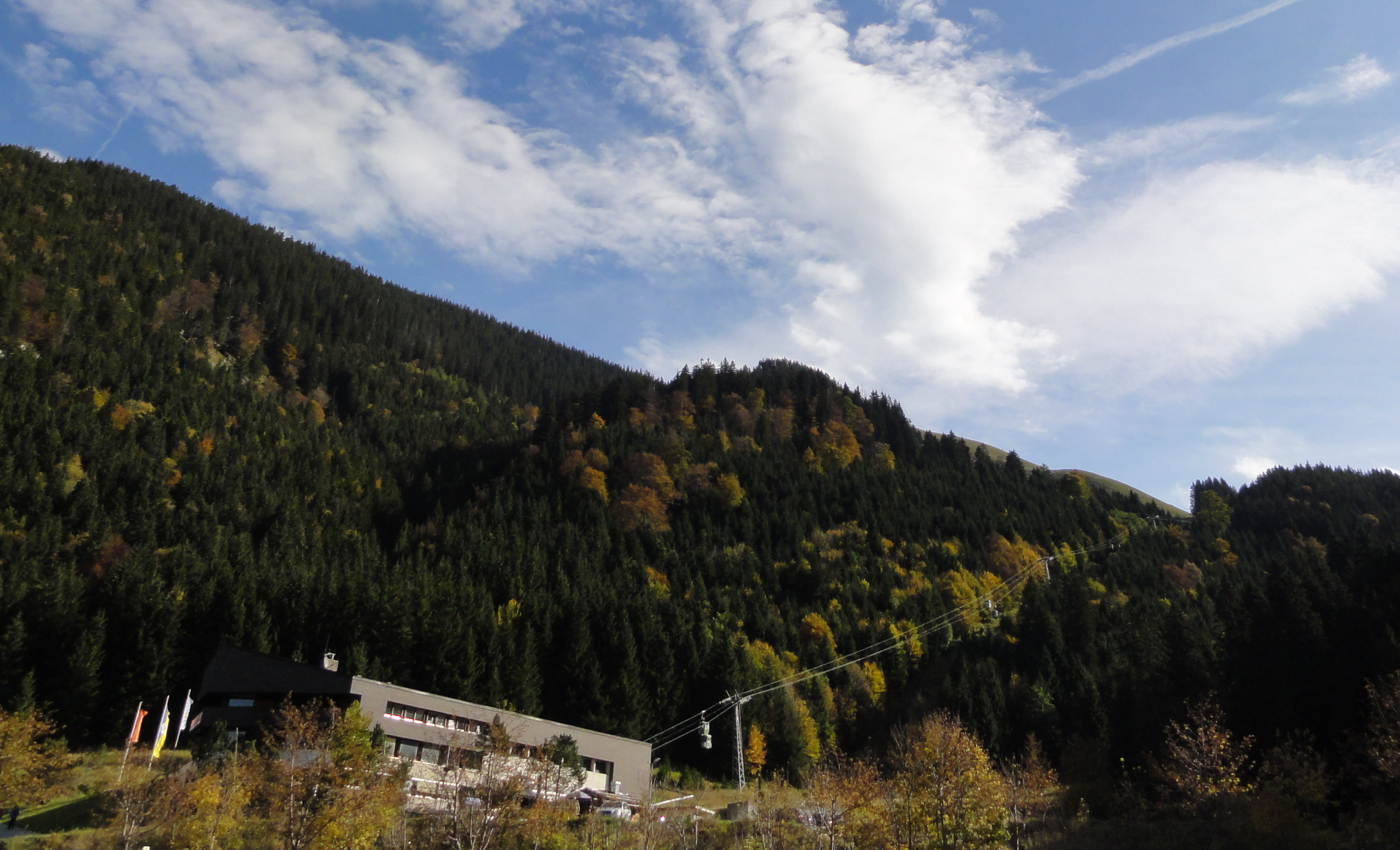
Talstation
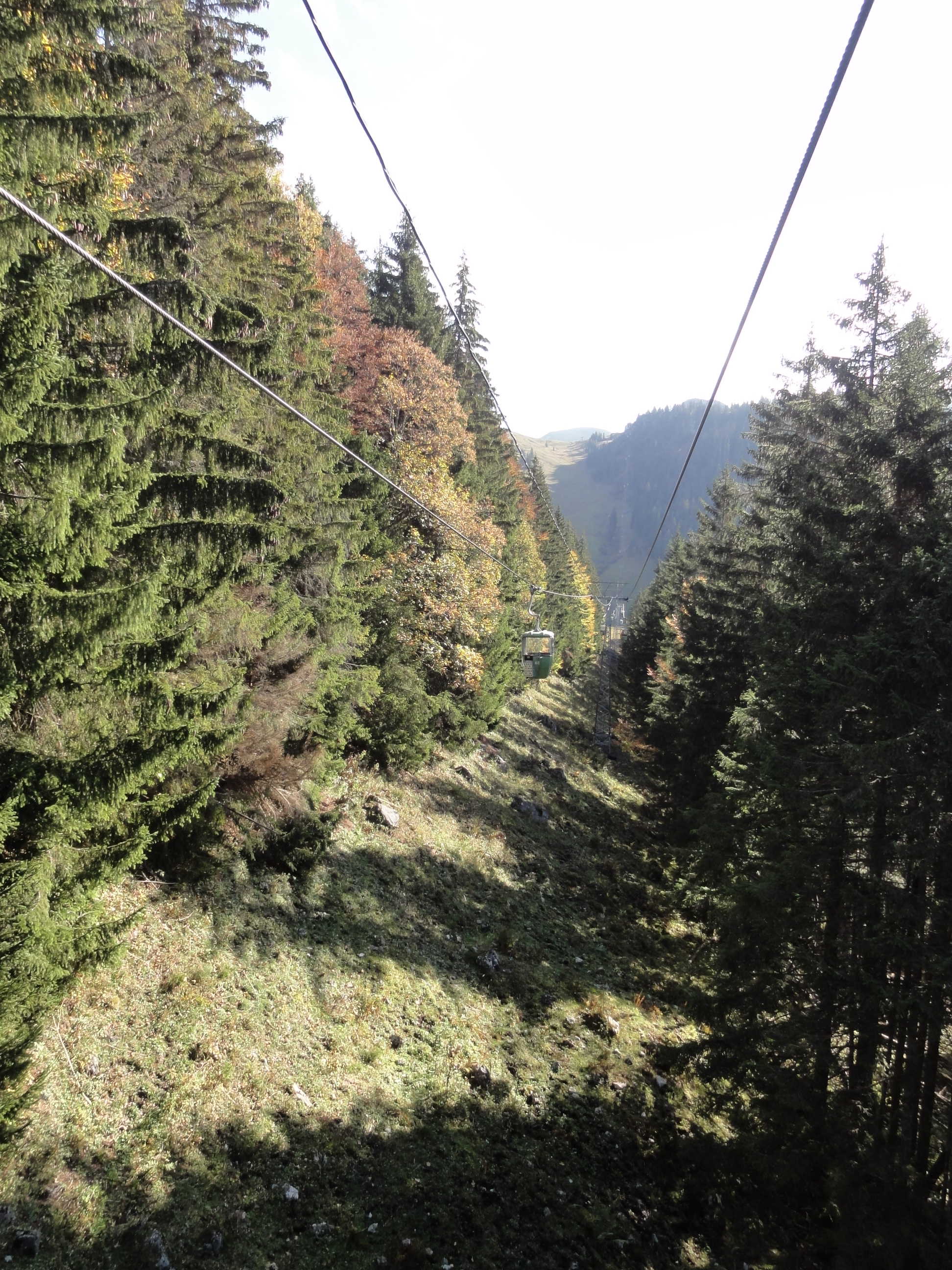
Etwa Mitte der Strecke mit Blick in Richtung Bergstation
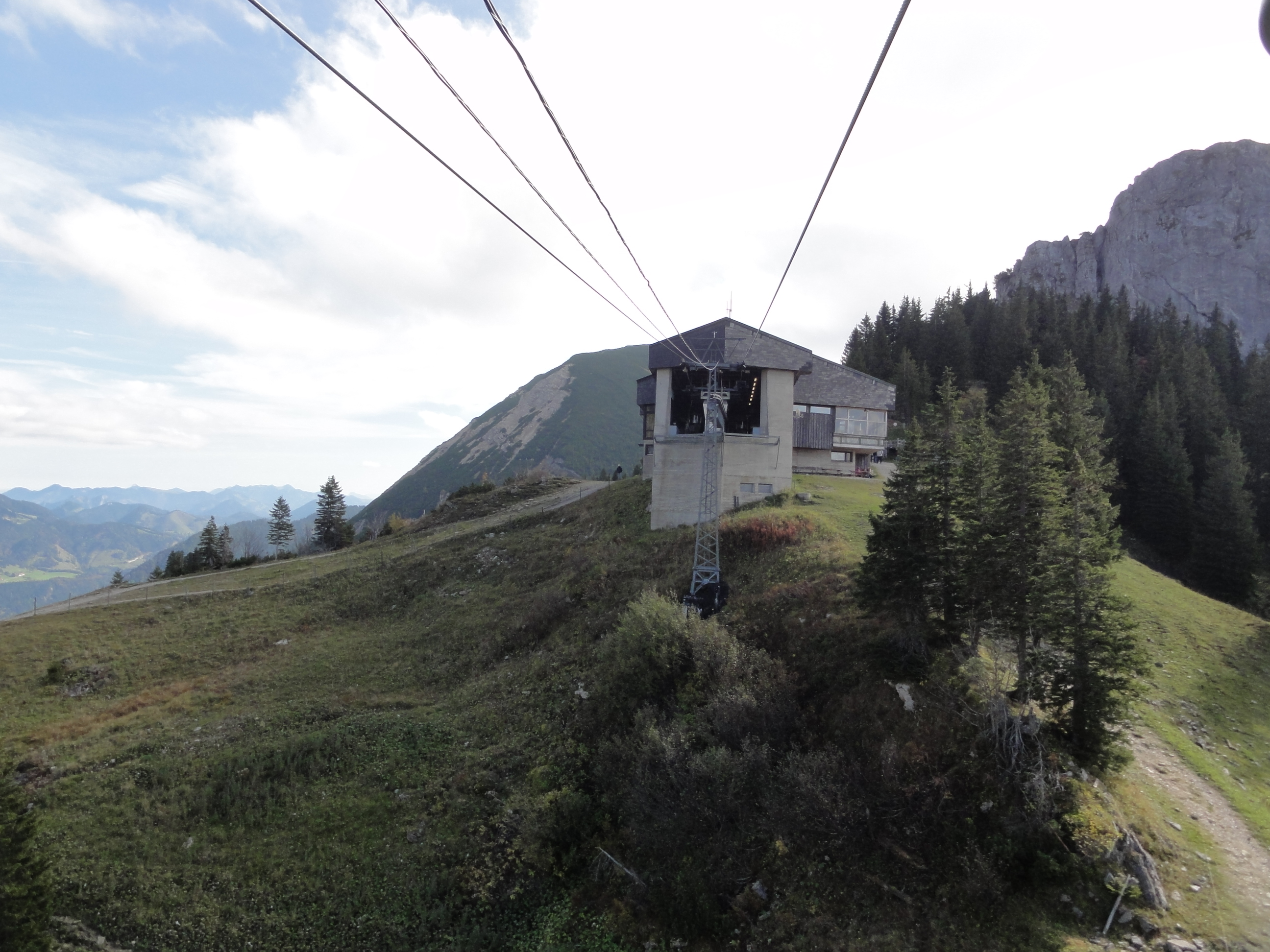
Bergstation